# Любомир Любоевич
Любомир Любоевич (на сръбски: Љубомир Љубојевић) е един от най-силните сръбски шахматисти, международен гросмайстор от 1971 г. Към април 2008 г. има ЕЛО коефициент от 2555. Живее в Испания.

## Шахматна кариера
Едно от първите му международни предизвикателства е участието му на световното студенско отборно първенство по шахмат през 1969 г. Изиграва 13 партии и спечелва 9,5 точки, като не регистрира нито една загуба (6 победи и 7 ремита). Този резултат му донася първо място на трета дъска, а отборът му получава сребърните медали. В четвъртия кръг на груповата фаза, играе срещу Петър Великов. Партията завършва реми. Във финалната фаза пак се изправя срещу български представител, но този път това е Спиридон Иванов. Партията отново завършва реми.
Любоевич е двукратен шампион на Югославия. През 1977 г. поделя титлата, а през 1982 г. става едноличен шампион.
През 1984 г. побеждава в откритото първенство на Канада.
Участва на междузоналния турнир в Манила, проведен през 1976 г. В крайното класиране заема 5 – 6 място, заедно със Золтан Рибли. Турнирът е спечелен от бразилеца Енрике Мекинг.
Участник е на световното отборно първенство по шахмат, което се провежда през 1989 г. в швейцарския град Люцерн. Състезава се за отбора на Югославия. Състезава се на първа дъска. В отбора още участват гросмайсторите Предраг Николич, Петър Попович, Драголюб Велимирович, Божидар Иванович и Бранко Дамлянович. Изиграва девет партии, като печели една, а в останалите завършва реми. Носител е от първенството на сребърен отборен и бронзов индивидуален медал.

## Турнирни резултати
- 1970 – Сараево (1 – 2-ро място, с Бруно Парма на турнира „Босна“), Чачак (1 – 2-ро място)
- 1971 – Палма де Майорка (1 – 2-ро място), Врънячка баня
- 1972 – Каорле (1 – 2-ро място)
- 1973 – Манила (2-ро място)
- 1974 – Лас Палмас (1-во място), Оренсе (1-во място)
- 1975 – Лас Палмас (1-во място), Манила (1-во място), Амстердам (1-во място на турнира „IBM“)
- 1976 – Вайк ан Зее (1 – 2-ро място)
- 1978 – Ужице (1-во място)
- 1979 – Сао Пауло (1 – 2-ро място), Буенос Айрес (1 – 2-ро място)
- 1981 – Бразилия (1-во място), Буенос Айрес (1 – 5-о място)
- 1982 – Върбас (1-во място), Бугожно (2 – 3-то място)
- 1983 – Тилбург (2 – 3-то място)
- 1985 – Линарес (1 – 2-ро място), Реджо Емилия (2 – 3-то място)
- 1986 – Амстердам (1-во място), Тилбург (2-ро място), Вайк ан Зее (2 – 4-то място), Бугожно (2 – 3-то място)
- 1987 – Белград (1-во място), Брюксел (1 – 2-ро място)
- 1988 – Брюксел (3-то място)
- 1989 – Барселона (1 – 2-ро място), Линарес (3-то място)
- 1991 – Реджо Емилия (1-во място)
- 1994 – Леон (2-ро място)

## Участия на шахматни олимпиади
Участията му са на шахматните олимпиади са 12 на брой. През този период Любоевич изиграва общо 163 партии, печелейки 103,5 точки (66+ 22– 75=). Средната му успеваемост е 63,5 процента. Спечелва общо пет медала, като два са индивидуални – злато (1972) и бронз (1982). Сблъсъците му с български шахматисти са срещу: Георги Трингов (1972 и 1982, победа), Никола Пъдевски (1974, победа), Евгени Ерменков (1980, победа), Кирил Георгиев (1984, победа и 1990, реми) и Васил Спасов (2002, реми). Има само едно поражение от наш състезател, което е нанесено от Кирил Георгиев на първенството в Солун през 1988 г.
| Година | Организатор  | Отбор     | Класиране (отборно) | Дъска |
| 1972   | Скопие       | Югославия | 3                   | Трета |
| 1974   | Ница         | Югославия | 2                   | Втора |
| 1978   | Буенос Айрес | Югославия | 15                  | Втора |
| 1980   | Ла Валета    | Югославия | 3                   | Първа |
| 1982   | Люцерн       | Югославия | 4                   | Първа |
| 1984   | Солун        | Югославия | 8                   | Първа |
| 1986   | Дубай        | Югославия | 15                  | Първа |
| 1988   | Солун        | Югославия | 6                   | Първа |
| 1990   | Нови Сад     | Югославия | 5                   | Първа |
| 1994   | Москва       | Югославия | 15                  | Първа |
| 1998   | Елиста       | Югославия | 18                  | Първа |
| 2002   | Блед         | Югославия | 10                  | Първа |

## Участия на европейски отборни първенства
Любоевич участва на пет европейски отборни първенства. Изиграва 28 партии, като постига 9 победи и 14 равенства. Средната му успеваемост е 57,1 процента. Завоюва четири медала – три отборни и златен индивидуален през 1973 г. През 1977 и 1980 г. постига ремита съответно срещу българите Иван Радулов и Евгени Ерменков. През 1992 г. изиграва само една партия в първия кръг срещу чехословака Павел Блатни, спечелена от югославския гросмайстор. След това отборът на бившата ни западна съседка напуска първенството и отпада от класирането.
| Година | Организатор | Отбор     | Класиране (отборно) | Дъска |
| 1973   | Бат         | Югославия | 2                   | Трета |
| 1977   | Москва      | Югославия | 3                   | Първа |
| 1980   | Скара       | Югославия | 4                   | Първа |
| 1983   | Пловдив     | Югославия | 2                   | Първа |
| 1992   | Дебрецен    | Югославия | -                   | Първа |